# جامعة فيأدرينا الأوروبية
جامعة فيأدرينا الأوروبية (بالإنجليزية: Viadrina European University)‏ هي جامعة في ألمانيا، أُسِّسَت عام 1506م.

## إحصائيات
يبلغ عدد طلاب الجامعة 6,267 طالب.

## وصلات خارجية
- الموقع الإلكتروني